# Alfred Heinen
Alfred Heinen, eigentlich Alfred Levy bzw. Alfred Levi (* 25. August 1880 in Mönchengladbach; † 9. Juli 1943 im Vernichtungslager Sobibor) war ein deutscher Unterhaltungskünstler und rheinischer Sänger.

## Leben

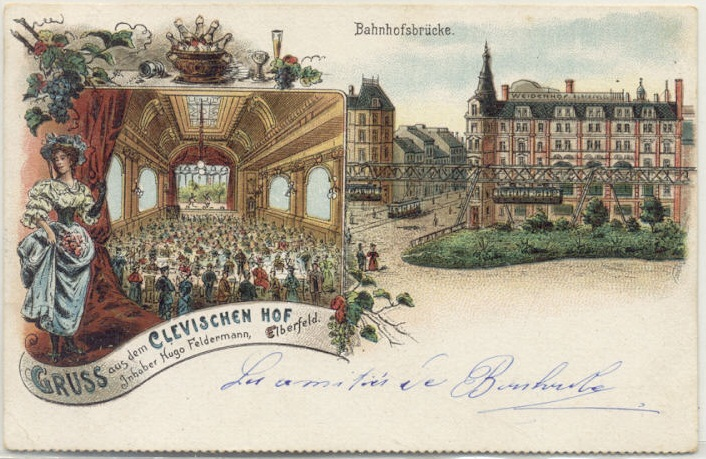
Hotel Clevischer Hof in Elberfeld. Bildpostkarte vor 1901

Heinen wurde als Alfred Levy in Mönchengladbach geboren und erlernte nach dem Schulbesuch den Kaufmannsberuf. Seine Bühnenlaufbahn begann um 1900 mit einer Statistenrolle an einem Kölner Theater. Sein erstes Engagement als Unterhaltungskünstler bekam er am Varieté im Hotel „Clevescher Hof“ in Elberfeld. Von da ab nannte er sich Alfred Heinen und wurde Varietésänger. Seine Erfolge in diesem Fach verhalfen ihm bald zu Engagements auch außerhalb des Rheinlandes, zum Beispiel in Hamburg am Hansa-Theater und in Berlin, wo er auch im Varieté Wintergarten auftrat.
Vor der Machtergreifung der Nationalsozialisten arbeitete Heinen in einer Bar in der Zeppelinstraße zu Köln als Sänger und Parodist. Im Juli 1933 musste er mit seiner Familie Deutschland verlassen und floh nach Holland, wo er in Amsterdam in der Velazquezstraat 19 Wohnung nahm und wieder Beschäftigung als Unterhaltungskünstler fand. Nach dem Einmarsch der Wehrmacht in Holland wurden er und seine Frau Selma am 9. Januar 1943 vom Durchgangslager Westerbork aus in das Lager Sobibor verschleppt und dort umgebracht. Ihre Tochter Margot starb am 30. November 1943 in Auschwitz.
Plattenaufnahmen gibt es von ihm auf Odeon und Ultraphon, mit Liedern von Martin Loewe, Willi Ostermann, Franz Strassmann und Emil Spielmann.

## Tondokumente (Auswahl)
- Ich bin am Rhein geboren (Fr. Strassmann) Odeon O-2864 (Be 8156) Mai 1929
- Ich habe Sehnsucht nach dem alten Köln (M. Loewe) Odeon O-2864 (Be 8159)
- Drum rat’ ich dir: zieh’ an den Rhein (W. Ostermann) Odeon O-11 123 (Be 8566) Oktober 1929
- Wo die Berge glüh’n (Text: Emil Spielmann, Musik: Kassbohm) Odeon O-11 125 (Be 8567)
- Ja die Leute haben heute keine Zeit. Couplet (M. Loewe) Odeon O-11 126 (Be 8571)
- Es ist ja Karneval (Text: Heinen, Musik: Henry Kassbom [d. i. Hans Kassebaum]) Ultraphon A 679 (mx. 15 500), aufgenommen im November 1930
- ’ne richtije Fastelovendsjeck de freut sich üwer jeden Dreck (Text: Heinen, Musik: Henry Kassbom) Ultraphon A 679 (mx. 15 501), aufgenommen im November 1930
- Sprich dich nur ruhig aus, mein Kind (Text: Heinen, Musik: Henry Kassbom) Ultraphon A 680 (mx. 15 502), aufgenommen im November 1930
- Kind, deine Augen sprechen Bände (Text: Heinen, Musik: Henry Kassbom) Ultraphon A 680 (mx. 15 503), aufgenommen im November 1930

### Wiederveröffentlichung
- CD-Box mit 4 CDs “Dat singende un klingende Kölle” enthält von Alfred Heinen das Lied „Trink' ich am Rhein ein Gläschen Wein“ (TuM F. Straßmann), Odeon O-11 123 (Be 8565), aufgen. Okt. 1929. (auf CD 1, track 6).